# Vittorio Russo (calciatore)
Vittorio Russo (Trieste, 16 febbraio 1939) è un allenatore di calcio ed ex calciatore italiano, di ruolo difensore, collaboratore tecnico del Costalunga.

## Carriera
Diplomato in ragioneria, Vittorio Russo trascorse qualche anno da calciatore nella Sambenedettese negli anni '60.
Lasciò la sua maggior impronta nella Pro Gorizia degli anni '70, trascinandola dalla terza categoria alla C2 nel ruolo di giocatore-allenatore.
Dal 2005 al 2007 ha ricoperto incarichi nel settore giovanile della Triestina, prima come responsabile tecnico poi come allenatore della Primavera, ed ha traghettato la prima squadra dopo l'esonero di Vierchowod (dal novembre 2005 al febbraio 2006.).
Nella stagione 2008-2009 è stato il vice di Walter Mazzarri alla Sampdoria.
Nell'estate 2009 viene scelto come allenatore esperto da affiancare a Gennaro Ruotolo  alla guida del Livorno poiché quest'ultimo non era in possesso del patentino per allenare in A.
Dopo otto giornate la squadra amaranto riesce a raccogliere tre punti e a siglare due gol. A seguito della sconfitta interna col Palermo Russo e Ruotolo vengono esonerati.

## Palmarès

### Allenatore

#### Competizioni regionali
- Promozione: 1

Ponziana: 1973-1974